# Radosław Murawski
Radosław Murawski (* 22. dubna 1994 Gliwice) je polský fotbalový záložník, od července 2011 působící v A-týmu Piastu Gliwice. Je bývalým mládežnickým reprezentantem Polska.

## Klubová kariéra
Je odchovancem klubu Piast Gliwice, kde prošel všemi mládežnickými kategoriemi.

### Piast Gliwice
Před sezonou 2011/12 se propracoval do prvního týmu.

#### Sezona 2011/12
18. dubna 2012 v utkání I ligy (druhé nejvyšší soutěže) proti Olimpia Elbląg debutoval za A-mužstvo Piastu, když odehrál 45 minut. V ročníku odehrál celkem dva zápasy, ve kterých gól nevsítil. Piast postoupil do Ekstraklasy.

#### Sezona 2012/13
V Ekstraklase za mužstvo debutoval v ligovém utkání 15. kola (8. 12. 2012) proti GKS Bełchatów (výhra Gliwic 3:1), když v 90 minutě vystřídal Wojciecha Kędzioru. 12. května 2013 nastoupil v 90. minutě zápasu na hřiště proti Śląsku Wrocław a ani ne po minutě strávené na hrací ploše rozhodl třetím gólem svého týmu o výhře 3:2 nad Śląskem. Ročník zakončil s bilancí 9 zápasů, ve kterých vsítil jeden gól.

#### Sezona 2013/14
Díky 4. místu v předešlem ročníku nejvyšší soutěže se s týmem kvalifikoval do 2. předkola Evropské ligy UEFA, kde se Piast střetl s ázerbájdžánským týmem Qarabağ FK. Radosław odehrál 8 minut v prvním vzájemném měření 18. července 2013 na půdě Qarabağu, kde jeho mužstvo podlehlo 2:1. Po domácí remíze 2:2 po prodloužení klub vypadl (hráč v odvetném zápase nehrál). V lize nastoupil k 18 střetnutím, gól nedal.

#### Sezona 2014/15
Ročník 2014/15 byl pro hráče povedený. Branku nevsítil, ale odehrál 29 zápasů z 37 možných.

#### Sezona 2015/16
V létě 2015 se po odchodu dlouholetého kapitána Tomasze Podgórskiho do Ruchu Chorzów stal kapitánem mužstva. V zápase 7. kola (29. 8. 2015) proti klubu Górnik Łęczna vsítil ve 13. minutě první gól utkání (Piast vyhrál 3:0). Celkem v ročníku 2015/16 dal jeden gól v 35 střetnutích. V sezoně s týmem dosáhl historického umístění, když jeho klub skončil na druhé příčce a kvalifikoval se do druhého předkola Evropské ligy UEFA.

#### Sezona 2016/17
S Piastem se představil ve 2. předkole Evropské ligy UEFA, kde klub narazil na švédský tým IFK Göteborg, kterému podlehl 0:3 a remízoval s ním 0:0.

## Klubové statistiky
Aktuální k 28. květnu 2016
| Sezona  | Klub          | Soutěž      | Zápasy | Góly |
| ------- | ------------- | ----------- | ------ | ---- |
| 2011/12 | Piast Gliwice | I liga      | 2      | 0    |
| 2012/13 | Piast Gliwice | Ekstraklasa | 9      | 1    |
| 2013/14 | Piast Gliwice | Ekstraklasa | 18     | 0    |
| 2014/15 | Piast Gliwice | Ekstraklasa | 29     | 0    |
| 2015/16 | Piast Gliwice | Ekstraklasa | 35     | 1    |

## Reprezentační kariéra
Radosław Murawski nastupoval v polských mládežnických reprezentacích do 19, 20 a 21 let.